# Nooanaleptique
Un nooanaleptique est une substance analeptique qui a pour effet de stimuler la vigilance du sujet.

## Eugéroïques
Les eugéroïques, ou agents favorisant l'éveil, sont des médicaments destinés a améliorer l'éveil, la vigilance, et à empêcher la somnolence, chez un sujet sain ou atteint d'une maladie chronique (troubles du sommeil notamment).
Ceux-ci ont généralement un mécanisme d'action et une pharmacologie différente des dérivés amphétaminiques et drogues stimulantes, ce qui fait qu'ils ont des avantages sur les dérivés amphétaminiques, et sont meilleurs pour une utilisation chronique.
On y trouve notamment :
- le modafinil ;
- l'armodafinil, avec une demi-vie supérieure de quatre heures au modafinil ;
- l'adrafinil ;
- le pitolisant (agissant sur l'histamine notamment) ;
- le TAK-925 (agissant comme agoniste de l'orexine).

## Stimulants doux
On y compte notamment :
- méthylxanthines telles que la caféine, la théobromine et la théophylline ;
- certains alcaloïdes (ex. : pseudoéphédrine, éphédrine) ;
- nicotine ;
- d'autres substances telles que l'arécoline.

Ces stimulants peuvent créer une accoutumance (2 à 6 semaines suivant la dose pour les méthylxanthines, 10 jours pour la pseudoéphédrine, notamment).

## Nooanaleptiques puissants
- Amphétamines (neurotoxiques au long terme).
- Certaines phényléthylamines substituées (ex. : méthylphénidate).
- La méthamphétamine, la MDMA ou encore les cathinones.
- Certains alcaloïdes tropaniques (ex. : cocaïne).